# Punta del Mal Cagar
La Punta del Mal Cagar és un accident geogràfic català. Es tracta d'un cap situat a la costa de la Marenda, dins del terme comunal de Portvendres, al Rosselló.
Està situada a prop del límit de llevant d'aqueix municipi, inclosa al massís del Cap d'Ullastrell. És, de fet, al límit nord de la platja d'Ullastrell i inclosa en alguns senders i camins de ronda.